# Herdenkingspenning komst Ambonezen naar Nederland
De Herdenkingspenning komst Ambonezen naar Nederland , in de wandeling ook wel de "Rietkerkpenning" genoemd, werd in 1986 ingesteld en uitgereikt aan de na de onafhankelijkheid van Indonesië naar Nederland overgebrachte Ambonese oud militairen van het inmiddels opgeheven KNIL.

## De achtergrond van de instelling van de Rietkerkpenning
De verhouding tussen de Nederlandse regering en de Molukse families van de naar Nederland overgebrachte militairen was in de loop der jaren steeds meer gespannen geworden. Nadat Nederland de soevereiniteit van Nederlands-Indië aan de Verenigde Staten van Indonesië had overgedragen kwamen duizenden inwoners van de Zuidelijke Molukken, die binnen de Verenigde Staten van Indonesië een zelfstandig bestuur hadden willen vestigen naar Nederland. Anderen begonnen met een vrijheidsstrijd op hun eilanden. Nederland was de enige staat geweest die de totstandkoming van een zelfstandige Republiek der Zuid-Molukken (RMS), zij het binnen Indonesië, had gesteund.
De Molukse militairen waren teleurgesteld toen ze na aankomst in Nederland werden ontslagen uit Nederlandse dienst. Ze weigerden jarenlang om hun barakken te verlaten. Terwijl op de Molukken een taaie guerrillastrijd werd gevoerd konden de Molukkers in Nederland niets doen dan toekijken hoe hun zelfbestemmingsrecht werd genegeerd door Nederland en werd onderdrukt door Indonesië.
In de jaren zeventig kwam het tot ernstige incidenten. De bezetting van de Indonesische Ambassade, treinkapingen en bezetting van een school en het Drentse Provinciehuis. Daarbij vielen meerdere doden. In de nasleep van deze terroristische acties werd de Nederlandse regering duidelijk dat de Molukkers een gebaar van goede wil van Nederlandse zijde op prijs zouden stellen.
Daarom werd 35 jaar na de komst van Molukkers naar Nederland een herdenkingspenning ingesteld. De penning werd uitgereikt aan de ontvangers van de zogenaamde Rietkerk-uitkering wanneer deze mensen daar 'uitdrukkelijk prijs op stelden'. De penning werd naar Minister van Binnenlandse Zaken Koos Rietkerk genoemd.
De penning is draagbaar gemaakt met een oog en kan aan een lint worden gedragen, het is dus geen legpenning. De Herdenkingspenning komst Ambonezen naar Nederland heeft ook een vaste plaats gekregen in de officieel vastgelegde draagvolgorde van de Nederlandse onderscheidingen.

## De medaille
De ronde zilveren medaille werd ontworpen door Pieter Noya uit Winterswijk en heeft een diameter van 35 millimeter. De medaille is aan de voorzijde versierd met een naar links gewende gestileerde duif. De duif is een Moluks symbool voor onkwetsbaarheid. De contouren van deze duif komen overeen met de kaart van Nederland. Daarmee greep de ontwerper terug op de 16e-eeuwse traditie van de Leo Belgicus. De duif kan ook worden gezien als het zeil van een typisch Molukse prauw. Op de achtergrond is de baai van Ambon bij zonsopgang afgebeeld, de oevers van de eilanden Alang en Nusaniwe zijn heel gedetailleerd afgebeeld en daardoor duidelijk herkenbaar. Aan weerszijden van de prauw zijn inheemse planten afgebeeld. Het Molukse randschrift luidt: "PENGHARGAAN ATAS PENGORBANAN". Onder de prauw staat in het Nederlands de vertaling te lezen: "UIT WAARDERING VOOR UW INZET".
De keerzijde vertoont een Alfoerse krijger en een paradijsvogel. De inscriptie luidt: "25. NOV. 1986", "TERIMA KASIH" en de Nederlandse vertaling "DANK U". De rand is opgebouwd uit 14 kruidnagelen, eeuwenlang het voornaamste exportproduct van Ambon.
De medaille wordt aan een 37 millimeter breed lint op de linkerborst gedragen. Het lint is Nassaus blauw met aan weerszijden 2 verticale groene banen.